# Пеперомия столбчатая
Пеперомия столбчатая (лат. Peperomia columella) — вид суккулентных растений рода Пеперомия (Peperomia) семейства Перцевые (Piperaceae), естественно произрастающий в Перу.

## Название
Родовое латинское название Peperomia происходит от греческого слова peperi (πέπερι) — «перец», и, вероятно, греческого слова homos, homoios (ὁμός) — «подобный», из-за сходства с родом Piper.
Видовой эпитет columella переводится как «столбчатый».

## Описание

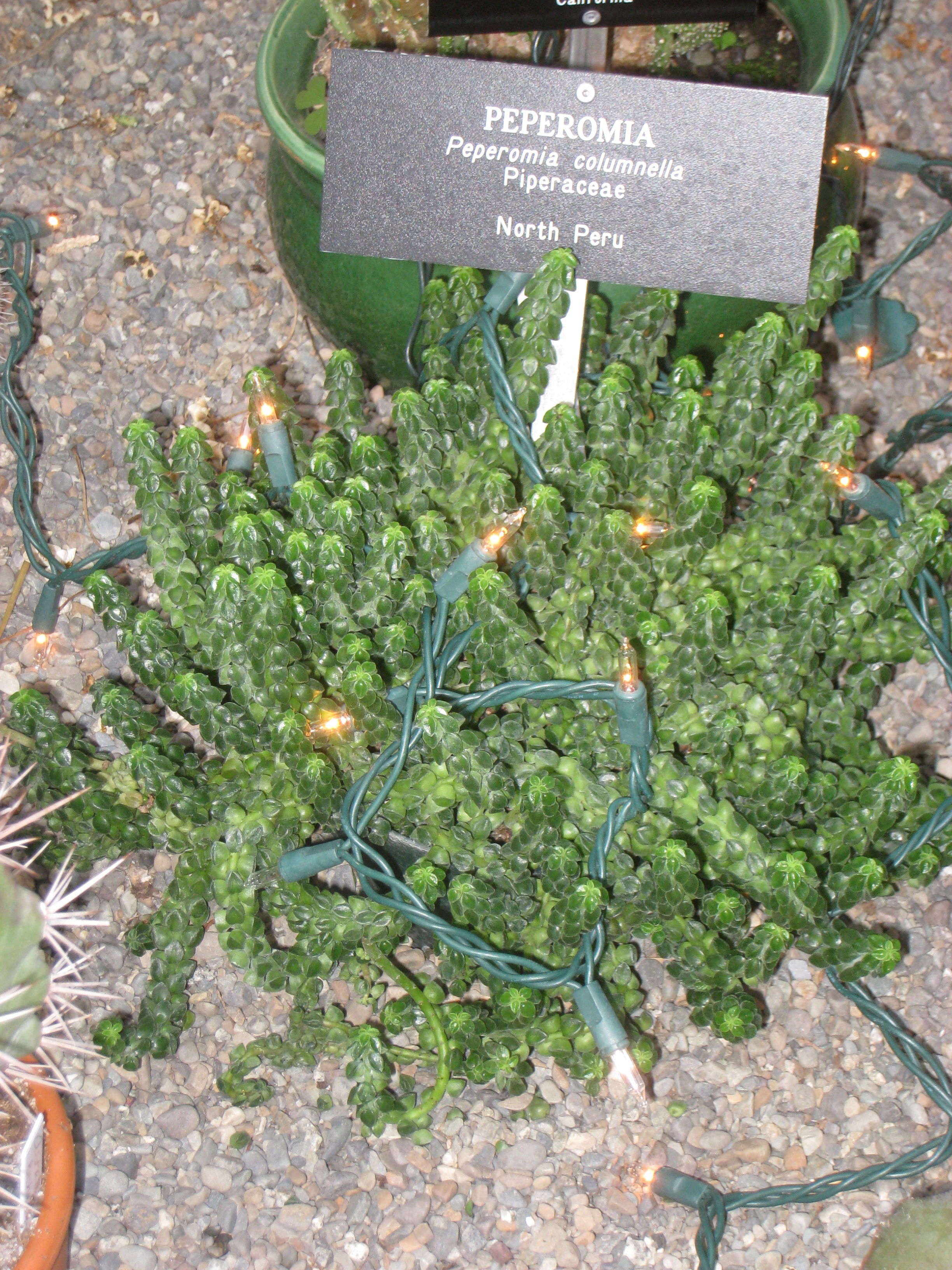
Экземпляр в Консерватории Гайзера, Спокан, Вашингтон, США

Это многолетнее травянистое растение достигает высоты до 20 см. Листья изумрудного цвета имеют эпидермальные окна, напоминают чешую дракона, и плотно покрывают стебель.

## Таксономия
Peperomia columella Rauh & Hutchison, первое упоминание в Cact. Succ. J. (Los Angeles) 45: 152 (1973).